# Albergueria de Vic
L'albergueria de Vic és un edifici situat a Vic que es dedicava a hospital de pobres i passavolants. La primera referència bibliogràfica coneguda data del 1604, però és possible que ja funcionés el segle x, pel que es veu al decret de restauració de la canònica vigatana del 957. Els resultats de campanyes d'excavació arqueològica realitzades entre els anys 1990 i 1994 van poder revelar fases d'ocupació durant l'època romana. A l'angle nord-oest de la sala romànica es localitzaren dos grans carreus d'època romana. De l'antiga albergueria se'n conserva una gran sala de planta rectangular coberta amb volta de canó.
Segons E. Junyent l'albergueria existia ja el 1064, però la notícia documental més completa és la de 1080, quan el bisbe Berenguer Sunifred de Lluçà donà a Guillem Ramon de Taradell una residència a prop del riu Mèder i de l'església de Sant Pere. Aquest alou l'havia de tenir el canonge hospitaler de Vic que regia l'albergueria, edifici amb funcions de residència clerical i hospitaler. En els segles xiv i xv fou residència de l'abat del monestir de l'Estany, personatge molt relacionat amb la canònica vigatana, ja que tenia cadirat de cor i s'encarregava de les celebracions litúrgiques en absència dels bisbes.